# 日本コベッタテクノロジー
日本コベッタテクノロジー株式会社（にほんコベッタテクノロジー、英語: Nihon Cobetta Technology Co., Ltd.）は、日本の東京都荒川区日暮里に拠点を置くライフサイエンス関連企業であり、主にフィルターやシングルユース製品の開発・販売を行っている。製薬会社に対して、滅菌用フィルターやシングルユースバッグを提供している。

## 概要
日本コベッタテクノロジー株式会社は、製薬・バイオ医薬品業界向けのフィルター、シングルユース製品、および医療機器用のフィルターの開発・販売を手がけている。フィルター製品は、医薬品の清澄化やろ過滅菌に使用され、シングルユース製品は医薬品の貯槽・移送・攪拌用途に活用されている。
同社の本社は中国・杭州市にあり、製造拠点は中国および台湾に位置する。公式サイトによれば、日本を含む販売ネットワークは世界132か国に展開されている。。

## 沿革
- 2024年 – 東京都にて日本コベッタテクノロジー株式会社を設立。[3]。

## 製品・サービス
- 製薬グレードのカートリッジ・カプセルフィルター
- シングルユースバッグおよび関連システム
- ウイルス除去フィルター
- TFF（限外ろ過）カセット
- 中空糸膜
- 細胞培養用デプスフィルター
- フィルターバリデーション、抽出物・溶出物試験、ウイルスクリアランス試験
- 医薬品製造プロセス機器の提案
- 医療用途向け：体外式膜型人工肺用フィルター、体外診断膜 など

## 拠点
- 本社：〒116-0014 東京都荒川区東日暮里5-50-5 アートホテル日暮里ラングウッド3F[4]。
- ラボ：〒116-0013 東京都荒川区西日暮里6丁目11-4 1F

## メディア掲載
- 『イプロス』（製品・技術紹介）
- 『Pharma Tech Japan』（広告掲載）